# 羅志良
羅志良，香港導演，1989年入行，擔任副導演工作，計有《黐線枕邊人》、《誘僧》、《非常偵探》、《香江花月夜》、《壞孩子俱樂部》、《新不了情》、《烈火戰車》等。他與爾冬陞關係密切，先是為爾冬陞的《新不了情》、《烈火戰車》擔任副導演，1995年也開始參予編劇工作，同年憑《烈火戰車》獲香港電影金像獎最佳編劇提名。1996年與爾冬陞聯合執導的《色情男女》是他的第一部導演作品，獲香港電影金像獎最佳導演提名。他第一部獨立執導的作品是2000年的《鎗王》，由爾冬陞監製，張國榮、方中信主演。2003年憑《異度空間》獲香港電影金像獎新晉導演獎。2015年他导演的作品是民国电影《消失的凶手》。

## 作品年表
| 年份 | 片名         | 工作                   |
| ---- | ------------ | ---------------------- |
| 1991 | 黐線枕邊人   | 副導演、場記           |
| 1993 | 誘僧         | 副導演                 |
| 1993 | 新不了情     | 副導演                 |
| 1994 | 非常偵探     | 副導演                 |
| 1995 | 香江花月夜   | 副導演                 |
| 1995 | 烈火戰車     | 副導演、聯合編劇       |
| 1995 | 壞孩子俱樂部 | 副導演                 |
| 1996 | 色情男女     | 與爾冬陞聯合編劇、導演 |
| 1998 | 生死戀       | 副導演                 |
| 1998 | 幻影特攻     | 副導演、編劇           |
| 1998 | 我愛妳       | 編劇、演員             |
| 1999 | 星願         | 編劇                   |
| 1999 | 星月童話     | 編劇                   |
| 2000 | 鎗王         | 導演、編劇             |
| 2002 | 異度空間     | 導演、編劇             |
| 2004 | 救命         | 導演                   |
| 2005 | 虫不知       | 導演                   |
| 2007 | 綁架         | 導演                   |
| 2010 | 荒村公寓     | 導演                   |
| 2012 | 消失的子弹   | 導演                   |
| 2015 | 暴瘋語       | 監製                   |
| 2015 | 消失的兇手   | 導演                   |
| 2015 | 陀地驅魔人   | 監製                   |
| 2022 | 搜救         | 導演                   |

## 獎項
- 2003年第22屆香港電影金像獎新晉導演導演（《異度空間》）
- 2013年第9屆華鼎獎最佳導演（《消失的子彈》）
- 2013年第9屆華鼎獎最佳編劇（《消失的子彈》）

## 外部連結
- 羅志良chileung的新浪微博
- 羅志良在互联网电影资料库（IMDb）上的資料（英文）（英文）
- 羅志良在香港影庫上的簡介
- 羅志良在时光网上的簡介（简体中文）
- 羅志良在豆瓣上的资料（简体中文）